# Tosxampila
Tosxampila é um gênero de traça pertencente à família Brachodidae.